# 俵
俵（たわら）は、米などの穀類のほか、塩、魚、木炭、石炭などの輸送や保存のために用いるわらを円筒状に編んだもの。

## 概要

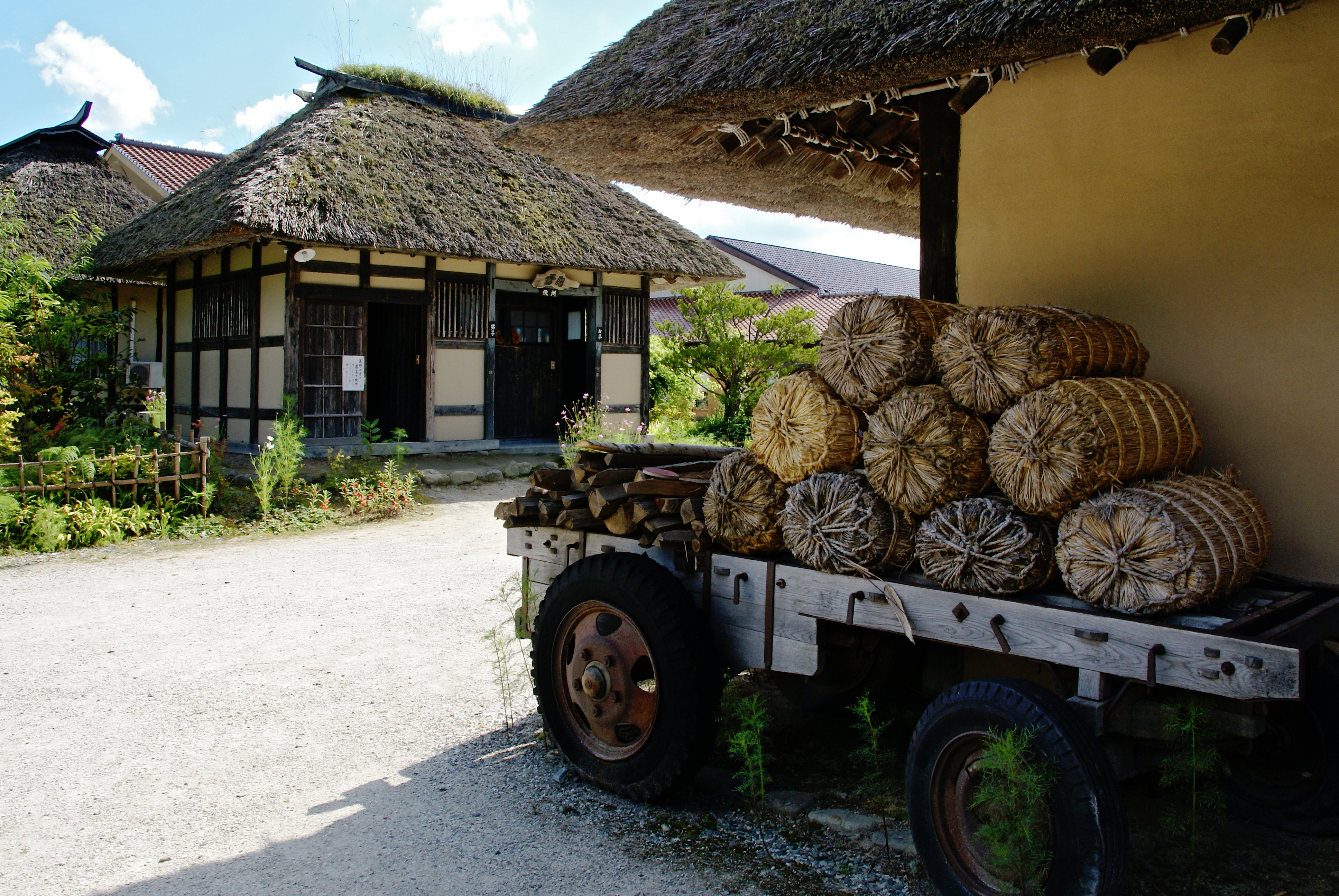
荷車に乗せられた俵

俵は側面の菰（こも）とその両端に付ける蓋となる円形の桟俵（さんだわら）からなり、それぞれを編んでから菰と桟俵をつなぎ合わせて作る。米俵の桟俵はさんだらぼうし、さんだらぼっち等の呼び名がある。
俵は小縄をもって数本のわらを直接編み込んで作られるため、目が粗く、籾の保存や近距離輸送では問題なかったが、玄米や白米の輸送では米粒が落ちる「目こぼれ」の問題があった。そのため一般的には俵（外俵）の内側にさらに俵（内俵）を加えた二重俵として使用することが多かった。
穀物の保存や輸送に大事な役割を果たしたため信仰の対象とされた。福俵として縁起物にもされる。
俵に類するものに筵を封筒状にかがった叺（かます）がある。米の保管や輸送は俵から叺（かます）や麻袋、紙袋などへ移行し、その他も合成樹脂製品の出現などにより俵の利用は急速に姿を消した。俵の製作技術も失われつつあり、同時に民俗資料の製作実習では藁などの材料の確保が最も困難を伴う問題とされている。

## 俵装

### 素材
俵の素材はワラ、ヨシ、カヤなどである。
木炭の一大生産地であった北海道胆振地方では、出荷する木炭を四角い俵詰にしていた。この場合、俵の素材も等級別に使い分けされており、上級品からカヤ（茅）、ヨシ、ムシロと区別されていた。

### 作り方
俵の作り方は地域や時代により異なる。以下は米俵の作り方である。
- 菰（こも）は俵編み機を用いて制作された[1][3]。稲藁をしごきながら木槌で打って揃え、コモヅツ（木製の重り）を交互に前後に振り分けながら藁を編みこむ[1][3]。
- 桟俵は藁束の胴中を結束したものを円盤状に広げて端を編みこんで作る[1]。

底は円筒形にした菰の端を内側に織り込んで桟俵を被せて容器状にする。これに米を詰めた後で桟俵で蓋をするが、鉄製の俵締め機が用いられることもあった。

## 容量
四斗入りや六斗入りなど、産品に応じてさまざまな俵が使用された。単位としての俵は、俵 (単位)参照。

## 内容物
- 米
- 麦
- 雑穀
- 馬鈴薯 （ジャガイモ）
- サツマイモ
- 炭

## 故事・著作物など
- 大黒天：七福神の一柱。米俵に乗り、福袋と打出の小槌を持った微笑の長者形で表される。
- 米百俵：長岡藩の藩士小林虎三郎による教育にまつわる故事。
- 落語「芋俵」（いもだわら）：泥棒が芋俵の中に入り、大店に忍び込む与太郎噺。